# Ліпкі (Опольське воєводство)
Ліпкі (пол. Lipki) — село в Польщі, у гміні Скарбімеж Бжезького повіту Опольського воєводства.
Населення — 656 осіб (2011).

## Демографія
Демографічна структура станом на 31 березня 2011 року:
|          | Загалом | Допрацездатний вік | Працездатний вік | Постпрацездатний вік |
| -------- | ------- | ------------------ | ---------------- | -------------------- |
| Чоловіки | 323     | 64                 | 240              | 19                   |
| Жінки    | 333     | 64                 | 207              | 62                   |
| Разом    | 656     | 128                | 447              | 81                   |